# 横浜市立並木中学校
横浜市立並木中学校（よこはましりつ なみきちゅうがっこう）は、神奈川県横浜市金沢区並木3丁目に所在する公立中学校。

## 沿革
出典
- 1982年（昭和57年)
  - 4月 - 横浜市立並木中学校開校
  - 6月 - 校章制定し、6月1日を創立記念日と定める
- 1986年（昭和61年）4月 - 校舎（D棟）落成

## 通学区域
- 横浜市金沢区 [2]

幸浦2丁目
柴町の一部
長浜の一部
並木2丁目 - 3丁目
福浦1丁目 - 3丁目

## 進学前小学校
- 横浜市立並木第四小学校 全域
- 横浜市立並木中央小学校 一部

※並木中央小学校については、横浜市立富岡東中学校と横浜市立並木中学校のどちらに通うか選ぶことができるようになっている。

## 交通
出典
- 金沢シーサイドライン線 幸浦駅より徒歩約3分
- 京急本線 能見台駅より徒歩約20分